# Transductor de estados finitos determinista p-subsecuencial
Un transductor de estados finitos determinista p-subsecuencial es un Autómata de estados finitos deterministas con transiciones sobre parejas de símbolos.
Éstos transductores no tienen estados de aceptación explícitamente definidos.
Cada uno de sus estados representa el conjunto de prefijos que comparten un prefijo de salida común.
Se llega a un único estado para cada símbolo de entrada y estado, lo que hace que el autómata sea determinista.